# コミックリリーフ
コミックリリーフ（英語: comic relief）、コメディリリーフ（英語: comedy relief）とは、深刻な物語の中に、緊張を和らげるために現れる、滑稽な登場人物・場面・掛け合いのことである。
演劇史で初めて意図的に用いられたコミックリリーフは、ソフォクレスが『アンチゴネ』の番兵の描写に使った手法であるとされている。
コミックリリーフは大きく分けて「登場人物」「場面・掛け合い」の2つに分かれる。ここでは、それぞれに分けて解説する。

## 登場人物のコミックリリーフ
性格や言動
コミックリリーフ役のキャラクターの性格や言動は作品ごとに様々ではあるが、下記のいずれか、もしくは複数を併せ持つことが多い。
- お調子者 (滑稽な道化役、笑われ役、ムードメーカー、イタズラ好き)
- 怠け者 (ドジ、いい加減、道楽者、頭が悪い、仕事ができない、意外な得意技術をもつ)
- 変わり者 (皮肉めいたセリフ、憎まれ口、おどけた言動、嫌われ役、オタク)
- 女好き (エッチな性格、女性にモテたい願望、ヒロインに夢中)
- 三枚目 (上記のような性格であるため、女性からはモテないが、一部の男性には慕われることが多い。)

作品におけるムードメーカー
コミックリリーフと呼ばれる「お笑い担当」を登場させることにより、シリアスなだけのお硬い作品ではなくなることで、作品への理解をスムーズにする。それにより、登場人物たちに親近感を沸かせることで感情移入しやすくなる、作品における「ムードメーカー」である。
コミックリリーフ役がいないと退屈で堅苦しい印象になってしまう事が多いため、多くのエンターテイメント作品においてなんらかの形でコミックリリーフ役が配置されるのが一般的である。逆にコミックリリーフ役を排することで、作品のシリアスさを強調できるが、視聴者を引き留めるには通常よりも多くの脚本力・構成力・演出力、さらには俳優の演技力や魅力が求められる。
滑稽で損な役回り
コミックリリーフ役は、皮肉めいたセリフや憎まれ口やおどけた言動をした結果として、場合によっては『自業自得な罰』を受けたり、『滑稽で損な役回り』をすることが多い。そうした事が日常的である人物だと、周囲のキャラクター達から小馬鹿にされたり見下されたりしていることも少なくない。
その一方で、お調子者なキャラクターの場合には、ドジを踏んで周りに迷惑をかけることが少なくないものの、『どこか憎めない愛嬌のある人物』として捉えられている場合もある。
固定的な役割ではない
コミックリリーフは固定的ではなく、キャラクターの一面でしかない場合も多く、キャラクターによってはシリアスで重い部分が存在する場合がある。そのため、「お笑い担当」であったり滑稽な役回りを演じることはあるものの、それだけをこなすピエロという訳でもない。
たとえば『ドラえもん』では、ドラえもん・のび太・ジャイアン・スネ夫・しずかといった主要キャラクターが全員が、それぞれコミックリリーフの役をこなすと同時に、シリアスな部分も持ち合わせている。場合によっては「トリックスター」にもなり、主人公にも悪役にもなる場合もある。
一人とは限らない
コミックリリーフの役は必ずしも一人が演じるわけではなく、複数の登場人物が兼任する場合が少なくない。
たとえば、『コードギアス 反逆のルルーシュ』では、黒の騎士団サイドでは「玉城真一郎」、ブリタニア帝国サイドでは「ロイド」、アッシュフォード学園サイドでは「リヴァル」が、コミックリリーフ役としてそれぞれ配置されている。これにより、シリアスな展開が続く中盤以降でもコメディーを取り入れ、作品への興味を損なうことなく、ストーリーを盛り上げることに成功している。
主人公がコミックリリーフ役
『金田一少年の事件簿』の主人公である金田一一のように、主人公自身がコミックリリーフ役を兼ねている場合もある。普段はバカでスケベでだらしない印象の平凡な主人公が、事件になると一転して推理の才能を発揮するというギャップが作品に面白味を与えている。
同様の例としては、『シティーハンター』の主人公である冴羽獠や、『劇場版 ドラえもん』ののび太、『キン肉マン』のキン肉スグル、『NARUTO -ナルト-』のうずまきナルトなどが挙げられる。

## 場面・掛け合いのコミックリリーフ
コミックリリーフという言葉は登場人物だけに限らず、コメディー的な場面・掛け合いなどでも使われる。「お笑い担当」と同じく、笑いを誘うシーンやセリフを導入することで、視聴者の緊張を解いて作品への関心を持続させると同時に、シリアスなシーンがより際立つ。
悲劇をより強める効果
ムードを反転させることによって悲劇的要素をいっそう強める効果があり、演劇においてはシェークスピアが得意とし、『ハムレット』における墓掘人、『マクベス』における門番、『リア王』における道化などが、その好例である。
それまで幸せの絶頂であったり、楽しい雰囲気であった主人公やヒロインたちが、突如として悲劇のどん底へと突き落とされることで、観客はその落差に対して同情し、登場人物たちの深い悲しみを共有することになる。コミックリリーフはそれを手助けするのに、一役買っている。
演出のパターン化
例えば、『バック・トゥ・ザ・フューチャー』シリーズの敵役ビフ・タネンのように、主人公と敵対して執拗に追ってくる不良グループのリーダーであり、最後に必ずカーチェイスなどで負けて肥料まみれになる……という一連のパターンも、コミックリリーフ的な場面・掛け合いの一例と言える。
同様の例としては、『トムとジェリー』で毎回のようにトムがジェリーにやられるパターンや、『シティーハンター』で冴羽遼が毎回のように夜這いをして香に撃退されるパターンなどが挙げられる。その他、ドラマ『古畑任三郎』において今泉が古畑に毎度のようにオデコを叩かれるシーンや、ドラマ『相棒』の角田課長が「暇か？」と毎回のように登場してくるシーンも同様である。
このように同じパターンが繰り返されることで、笑いが起こりやすくなると同時に、ストーリー展開や登場人物などに共感しやすくなったり、ストーリー進行がスムーズになり作者側も話を作りやすくなるメリットがある。

## 類義語
- 歌舞伎における三枚目。
- 昼行灯（ひるあんどん） - 日中に火のついた行灯を見るように、点灯しているのかどうかよくわからない、存在感がなく、ぼんやりした人。また、役に立たない人[3]。大石内蔵助が赤穂藩家老時代、仕事をしないことからこう呼ばれたという。しかし、主人公がコミックリリーフ役のように、普段（昼）はだらしないがいざというとき（夜）は頼りになるキャラクター[4]の意味合いが含まれる。
- ドジっ娘

## コミックリリーフの例

### 古典作品
- 『マクベス』 - 門番の場面
- 『ハムレット』 - 墓掘りの場面
- 『オセロ』 - ロダーリゴー
- 『リア王』 - 道化の嘲り
- 『源氏物語』 - 末摘花
- 『仮名手本忠臣蔵（歌舞伎）』 - 道行旅路の花聟の鷺坂伴内

### オペラ
- 『運命の力』 - フラ・メリトーネ
- 『アンドレア・シェニエ』 - マテュー
- 『ラ・ボエーム』 - ベノア・アルチンドロ
- 『トスカ』 - 堂守
- 『トゥーランドット』 - パン・ポン・ピン
- 『ドン・ジョバンニ』 - レポレッロ

### 洋画
- 『スター・ウォーズ』 - C3PO
- 『新スタートレック』 - Q
- 『バック・トゥ・ザ・フューチャー』 - ビフ・タネン一族
- 『ロマンシング・ストーン 秘宝の谷』『ナイルの宝石』 - 両作品のラルフ
- 『マイティ・ソー』 - ダーシー・ルイス

### 時代劇
- 『水戸黄門』 - うっかり八兵衛
- 『必殺シリーズ』 - 筆頭同心・田中、玉助
- 『大奥』 - 奥女中トリオ

### ドラマ
- 『アリー my Love』 - ジョン・ケイジ
- 『ショムニ』 - 寺崎寅男、野々村課長
- 『踊る大捜査線』 - スリーアミーゴス (署長、副署長、刑事課長)
- 『ケイゾク』『SPEC』 - 野々村光太郎
- 『相棒』 - 角田六郎
- 『古畑任三郎』 - 今泉慎太郎

### 漫画
- 『ドラゴンボール』 -  亀仙人、ヤジロベー、ミスター・サタン
- 『ジョジョの奇妙な冒険』(第三部) - ポルナレフ、ジョセフ・ジョースター
- 『名探偵コナン』 - 毛利小五郎、鈴木園子、小嶋元太
- 『シティーハンター』 - 冴羽獠
- 『ONE PIECE』 - ウソップ
- 『金田一少年の事件簿』 - 金田一一
- 『はじめの一歩』 - 鷹村守、青木勝、木村達也
- 『NARUTO -ナルト- 』 - うずまきナルト
- 『DEATH NOTE』 - 松田桃太
- 『進撃の巨人』 -  サシャ、ハンジ

### アニメ
- 『それいけ!アンパンマン』-ばいきんまん
- 『コードギアス 反逆のルルーシュ』 -  玉城真一郎 (黒の騎士団)、ロイド (帝国)、リヴァル (学園)
- 『ルパン三世』 - 銭形幸一

### ゲーム
- 『ペルソナ5』- 坂本竜司 (スカル)

### ライトノベル
- 『とある科学の超電磁砲』 - 白井黒子